# Skævinge
Skævinge is een plaats en voormalige gemeente in Denemarken.

## Voormalige gemeente
De oppervlakte bedroeg 68,44 km². De gemeente telde 6046 inwoners waarvan 3048 mannen en 2998 vrouwen (cijfers 2005).
Bij de herindeling van 2007 werd de gemeente bij Hillerød gevoegd.

## Plaats
Skævinge telt 2061 inwoners (2007). De plaats ligt in een landelijk gebied. Kerkelijk gezien behoort het tot de gelijknamige parochie.